# Taxas de reciclagem por país
A tabela a seguir apresenta as porcentagens de resíduos urbanos que são reciclados, incinerados, incinerados para produzir energia e depositados em aterros. 
| País           | % Reciclagem | % Compostagem | % Incineração com recuperação de energia | % Incineração sem recuperação de energia | % Outra recuperação | % Aterro sanitário | % Outras eliminações |
| -------------- | ------------ | ------------- | ---------------------------------------- | ---------------------------------------- | ------------------- | ------------------ | -------------------- |
| Austrália      | 24.6         | 19.8          | 0.6                                      | 0                                        | 9.5                 | 55                 | 0                    |
| Áustria        | 26.5         | 32.6          | 38.9                                     | 0                                        | 0                   | 2.1                | 0                    |
| Bélgica        | 34.1         | 20.6          | 42.3                                     | 0.5                                      | 1.6                 | 0                  | 0                    |
| Costa Rica     | 3            | 3.8           | 0                                        | 0                                        | 0                   | 86.5               | 6.7                  |
| Chéquia        | 22.8         | 11.7          | 16.9                                     | 0                                        | 0.6                 | 47.9               | 0                    |
| Dinamarca      | 33.5         | 18            | 47.5                                     | 0                                        | 0.6                 | 0                  | 0                    |
| Estónia        | 30.3         | 2.7           | 48.4                                     | 0                                        | 0                   | 18.1               | 0                    |
| Finlândia      | 29.3         | 14.1          | 55.6                                     | 0                                        | 0                   | 0                  | 0                    |
| França         | 23.6         | 20.7          | 32.9                                     | 0                                        | 0                   | 22                 | 0                    |
| Alemanha       | 48           | 18.7          | 31.6                                     | 0                                        | 0                   | 0                  | 1.2                  |
| Grécia         | 16           | 5             | 1.3                                      | 0                                        | 0                   | 77.7               | 0                    |
| Hungria        | 26.5         | 9.3           | 13.6                                     | 0                                        | 0                   | 50.6               | 0                    |
| Irlanda        | 28.2         | 9.7           | 46.5                                     | 0                                        | 0                   | 15.5               | 0                    |
| Israel         | 6.8          | 15.1          | 1.7                                      | 0                                        | 0                   | 76.5               | 0                    |
| Itália         | 32.5         | 22.9          | 20.5                                     | 0.6                                      | 1                   | 22.5               | 0                    |
| Japão          | 19.2         | 0.4           | 74.9                                     | 4.7                                      | 0                   | 0                  | 0                    |
| Letónia        | 35.4         | 4.9           | 3.3                                      | 0                                        | 0                   | 56.4               | 0                    |
| Lituânia       | 31.3         | 25.2          | 16.8                                     | 0                                        | 2.2                 | 24.5               | 0                    |
| Luxemburgo     | 29.7         | 19.2          | 46.7                                     | 0                                        | 0                   | 4.4                | 0                    |
| Países Baixos  | 27.7         | 29.2          | 40.6                                     | 1.1                                      | 0                   | 1.4                | 0                    |
| Noruega        | 29.9         | 11            | 49.5                                     | 0                                        | 6                   | 3.7                | 0                    |
| Polónia        | 25           | 9             | 21.5                                     | 1.4                                      | 0                   | 43                 | 0                    |
| Portugal       | 12.8         | 17.6          | 19.8                                     | 0                                        | 0                   | 49.8               | 0                    |
| Eslováquia     | 26.9         | 11.7          | 55                                       | 3.7                                      | 0                   | 52.2               | 0                    |
| Eslovénia      | 51.5         | 20.3          | 15.7                                     | 0                                        | 0                   | 12.4               | 0                    |
| Coreia do Sul  | 56.5         | 3.2           | 21.7                                     | 4                                        | 0                   | 12.7               | 1.9                  |
| Espanha        | 19.7         | 18.3          | 11                                       | 0                                        | 0                   | 51.1               | 0                    |
| Suécia         | 32.5         | 14.2          | 52.6                                     | 0                                        | 0                   | 0                  | 0                    |
| Suíça          | 29.9         | 23.1          | 47                                       | 0                                        | 0                   | 0                  | 0                    |
| Turquia        | 11.9         | 0.4           | 0                                        | 0                                        | 0                   | 87.7               | 0                    |
| Reino Unido    | 26.9         | 17.4          | 39.3                                     | 2                                        | 0.4                 | 11.2               | 0                    |
| Estados Unidos | 23.6         | 8.5           | 11.8                                     | 0                                        | 6.1                 | 50                 | 0                    |